# Bollerups församling
Bollerups församling var en församling i Lunds stift och i Tomelilla kommun. Församlingen uppgick 2002 i Smedstorps församling.

## Administrativ historik
Församlingen har medeltida ursprung. År 1569 införlivades en mindre del av då upplösta Gärarps församling. 
Församlingen var till 1941 annexförsamling i pastoratet Ullstorp och Bollerup. Från 1941 till 1972 var församlingen annexförsamling i pastoratet Glemminge, Tosterup och Bollerup som före 1962 även omfattade Ullstorps församling och efter 1962 Ingelstorps och Övraby församlingar. Från 1972 till 2002 var den annexförsamling i pastoratet Smedstorp, Kverrestad, Tosterup, Bollerup och Övraby som från 1983 även omfattade Östra Ingelstads församling. Församlingen uppgick 2002 i Smedstorps församling.

## Kyrkor
- Bollerups kyrka